# Polycarpa patens
Polycarpa patens är en sjöpungsart som först beskrevs av Sluiter 1885.  Polycarpa patens ingår i släktet Polycarpa och familjen Styelidae. Inga underarter finns listade i Catalogue of Life.